# Chadchart Sittipunt
Chadchart Sittipunt (Bangkok, 24 de maio de 1966), cujo nome em tailandês é ชัชชาติ สิทธิพันธุ์; é um político tailandês pertencente ao Partido Pheu Thai. Desde 2022, ocupa o cargo de governador de Bangkok.